# Parodia mueller-melchersii
Parodia mueller-melchersii är en kaktusväxtart som först beskrevs av Curt Backeberg, och fick sitt nu gällande namn av Nigel Paul Taylor. Parodia mueller-melchersii ingår i släktet Parodia och familjen kaktusväxter. Inga underarter finns listade i Catalogue of Life.